# CfB Ford Niehl
Der CfB Ford Niehl (offiziell: Club für Bewegungsspiele Ford Köln-Niehl 09/52 e. V.) ist ein Sportverein aus dem Kölner Stadtteil Niehl. Die erste Fußballmannschaft spielte fünf Jahre lang in der höchsten mittelrheinischen Amateurliga.

## Geschichte
Der Verein geht auf den im September 1909 gegründeten CfB 09 Niehl zurück. Zweiter Stammverein ist der 1930 gegründete FC Ford Köln, der als Betriebsmannschaft der Kölner Ford-Werke GmbH ins Leben gerufen wurde. Im Jahr 1935 fusionierten beide Clubs zum CfB 09 Niehl/Ford. Diese Fusion wurde sechs Jahre später wieder gelöst. 1952 kam es zur Neugründung des FC Ford Köln, der 1966 mit dem CfB 09 Niehl zum heutigen CfB Ford Niehl fusionierte. Sportliche Höhepunkte vor dem Ende des Zweiten Weltkriegs waren der Aufstieg in die zweitklassige Bezirksklasse und ein 7:1-Sieg in einem Pokalspiel gegen Fortuna Düsseldorf.
Nach Kriegsende spielte der CfB ab 1947 in der Bezirksklasse und schaffte zwei Jahre später nach einem Entscheidungsspiel gegen den BV Worringen den Klassenerhalt. 1955 verpassten die Niehler mit drei Punkten Rückstand auf die Amateure des 1. FC Köln den Aufstieg in die Landesliga. Vier Jahre später ging es runter in die Kreisklasse. Der FC Ford Köln stieg 1961 in die Bezirksklasse auf und schaffte fünf Jahre später den Aufstieg in die Landesliga. So konnte der CfB Ford Niehl in der zweithöchsten mittelrheinischen Amateurliga beginnen. Schon 1968 sicherte sich die Mannschaft die Meisterschaft und den Aufstieg in die Verbandsliga Mittelrhein. Zwischen 1970 und 1972 erreichten die Niehler dreimal in Folge den sechsten Platz. Aus finanziellen Gründen zog der Verein im Mai 1973 seine Mannschaft trotz sportlicher Qualifikation aus der Verbandsliga zurück.
Nach mehreren Jahren auf Kreisebene wurde der CfB Ford zu einer Fahrstuhlmannschaft. Nach Aufstiegen in den Jahren 1991 und 1994 kehrte der Verein in die Landesliga zurück, nur um nach Abstiegen 1996 und 2001 wieder in der Kreisliga A anzukommen. Es folgte der direkte Wiederaufstieg und von 2002 bis 2004 spielten die Niehler noch einmal in der Landesliga. 2013 stieg die Mannschaft in die Kreisliga A und zwei Jahre später in die Kreisliga B ab. Erst im Jahre 2020 gelang der Wiederaufstieg in die Kreisliga A, dem zwei Jahre später der Sprung in die Bezirksliga folgte.

## Persönlichkeiten
- Kaan Akca
- Barış Başdaş
- Hamza Çakır
- Hajrudin Catic
- Abdullah Keseroğlu
- Csaba László
- Jürgen Röber
- Hans Sarpei

## Platzierungen und Ligazugehörigkeit der 1. Mannschaft
| Saison    | Liga                  | Platz | Besonderheit |
| --------- | --------------------- | ----- | ------------ |
| 2003/2004 | Bezirksliga Staffel 1 | 1     | Aufstieg     |
| 2004/2005 | Landesliga Staffel 1  | 8     |              |
| 2005/2006 | Landesliga Staffel 1  | 14    | Abstieg      |
| 2006/2007 | Bezirksliga Staffel 1 | 13    |              |
| 2007/2008 | Bezirksliga Staffel 2 | 5     |              |
| 2008/2009 | Bezirksliga Staffel 1 | 9     |              |
| 2009/2010 | Bezirksliga Staffel 1 | 13    |              |
| 2010/2011 | Bezirksliga Staffel 1 | 5     |              |
| 2011/2012 | Bezirksliga Staffel 1 | 10    |              |
| 2012/2013 | Bezirksliga Staffel 1 | 14    | Abstieg      |
| 2013/2014 | Kreisliga A           | 5     |              |
| 2014/2015 | Kreisliga A           | 14    | Abstieg      |
| 2015/2016 | Kreisliga B           | 3     |              |
| 2016/2017 | Kreisliga B           | 4     |              |
| 2017/2018 | Kreisliga B           | 5     |              |
| 2018/2019 | Kreisliga B           | 3     |              |
| 2019/2020 | Kreisliga B           | 1     | Aufstieg     |
| 2020/2021 | Kreisliga A           | 5     |              |
| 2021/2022 | Kreisliga A           | 2     | Aufstieg     |
| 2022/2023 | Bezirksliga Staffel 1 | 10    |              |
| 2023/2024 | Bezirksliga Staffel 1 | 9     |              |
| 2024/2025 | Bezirksliga Staffel 1 | ?     |              |

Quelle: FuPa.net